# 哈尔科夫国立无线电电子大学
哈尔科夫国立无线电电子大学（KNURE）是乌克兰的一所高等教育机构。 KNURE是乌克兰最古老的科技大学之一，成立于1930年

## 学校历史
根据2001年8月7日第591号乌克兰总统的法令，获得国家批准。
命名過小行星10681 KNURE。哈尔科夫无线电电子大学（KNURE）是乌克兰最著名的大学之一，其重点是应用信息技术，为可持续发展的创新和现实生活中的成果提供帮助。 
哈尔科夫无线电电子大学（KNURE）由8个学院，33个系组成。该大学拥有10个教学楼和8个学生宿舍。大学内部机构包括：研究生教育中心，远程学习中心，NURE IT学院，信息和计算机中心，研究生和博士研究院，30个研究实验室，一个试验工厂。
哈尔科夫无线电电子大学（KNURE）的科学图书馆为学生和教职员工提供教育，科学方法和科学技术文献，印刷和电子形式的信息，科学计量数据库的访问，以及可以开放访问互联网的计算机阅览室。
该大学有大约8,000名学生，其中约1,000名是来自50个国家的外国留学生。教育教学以俄语，乌克兰语和英语进行。
哈尔科夫无线电电子大学（KNURE）的科学成就在国内外都广为人知，该校是由大约30位著名名科学家领导的科技大学。
该校建立了激光技术研究所。在基础和应用的主题上进行科学研究。每年都会举办国际会议。 哈尔科夫无线电电子大学（KNURE）是无线电电子领域科学发展的协调中心。
该大学建立了乌克兰国家天线协会，以及国际无线电工程师和电子工程师协会的哈尔科夫分会。
该大学的院系与保加利亚，中国，荷兰，西班牙，波兰，德国，芬兰，法国和瑞典的高等教育机构积极合作。 哈尔科夫无线电电子大学（KNURE）成功开展了国际交流计划，学生可以获得2个高等教育文凭：乌克兰语和欧洲语。

## 哈尔科夫大学包括如下学院
学校院系：
- 计算机科学学院
- 计算机工程与管理学院
- 信息分析技术与管理学院
- 信息无线电技术和信息技术保护学院
- 信息通信学院
- 自动化与计算机技术学院
- 电子与生物医学工程学院
- 外国语学院